# Surazomus macarenensis
Espèce
Synonymes
- Trithyreus macarenensis Kraus, 1957

Surazomus macarenensis est une espèce de schizomides de la famille des Hubbardiidae.

## Distribution
Cette espèce est endémique du département de Meta en Colombie,. Elle se rencontre dans la Serranía de la Macarena.

## Étymologie
Son nom d'espèce, composé de macaren[a] et du suffixe latin -ensis, « qui vit dans, qui habite », lui a été donné en référence au lieu de sa découverte, la Serranía de la Macarena.

## Publication originale
- Kraus, 1957 : Schizomidae aus Kolumbien (Arach., Pedipalpi-Schizopeltidia). Senckenbergiana biologica, vol. 38, p. 245-250.